# Liste der höchsten Bauwerke in Bratislava

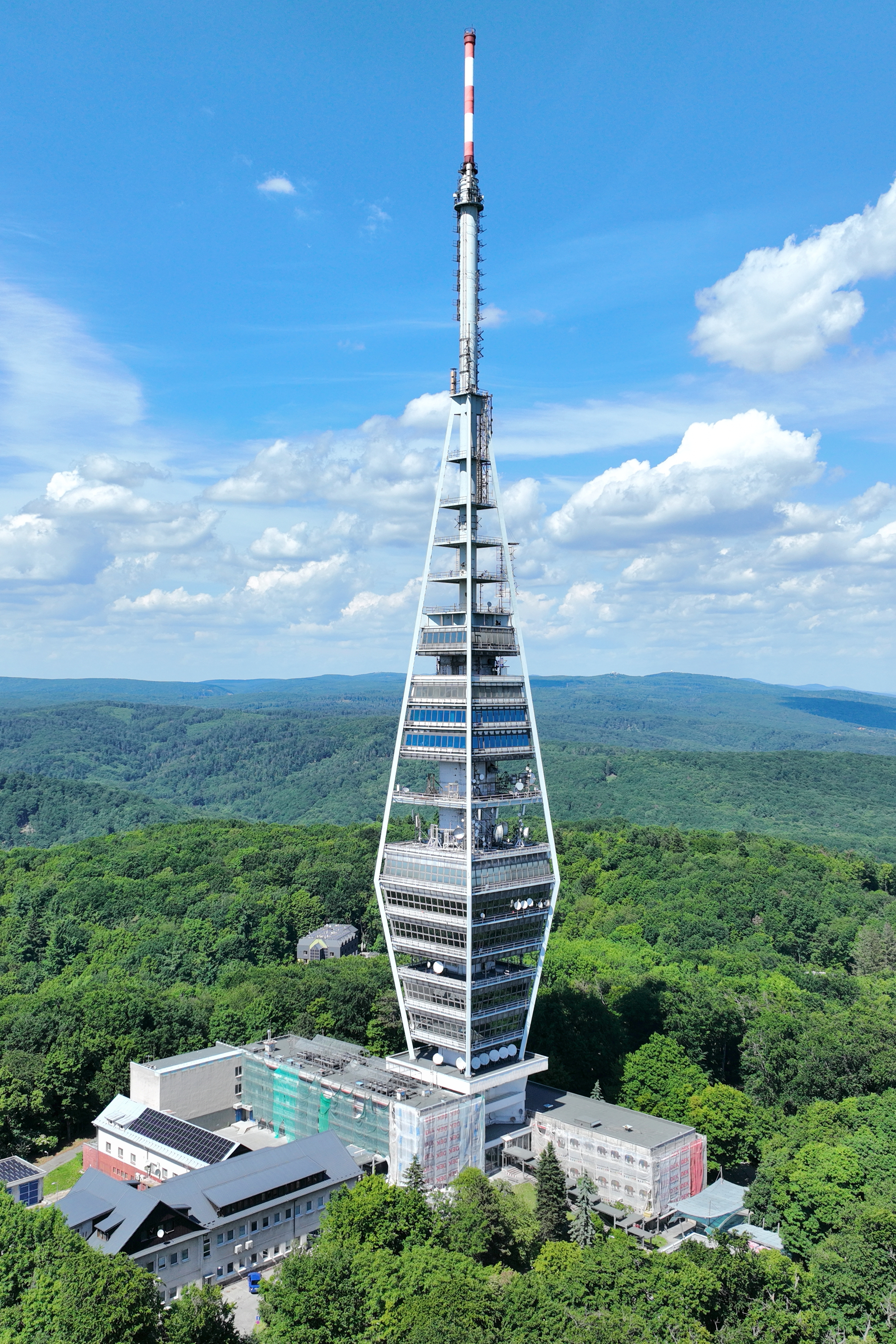
Fernsehturm Bratislava, das höchste Bauwerk in Bratislava

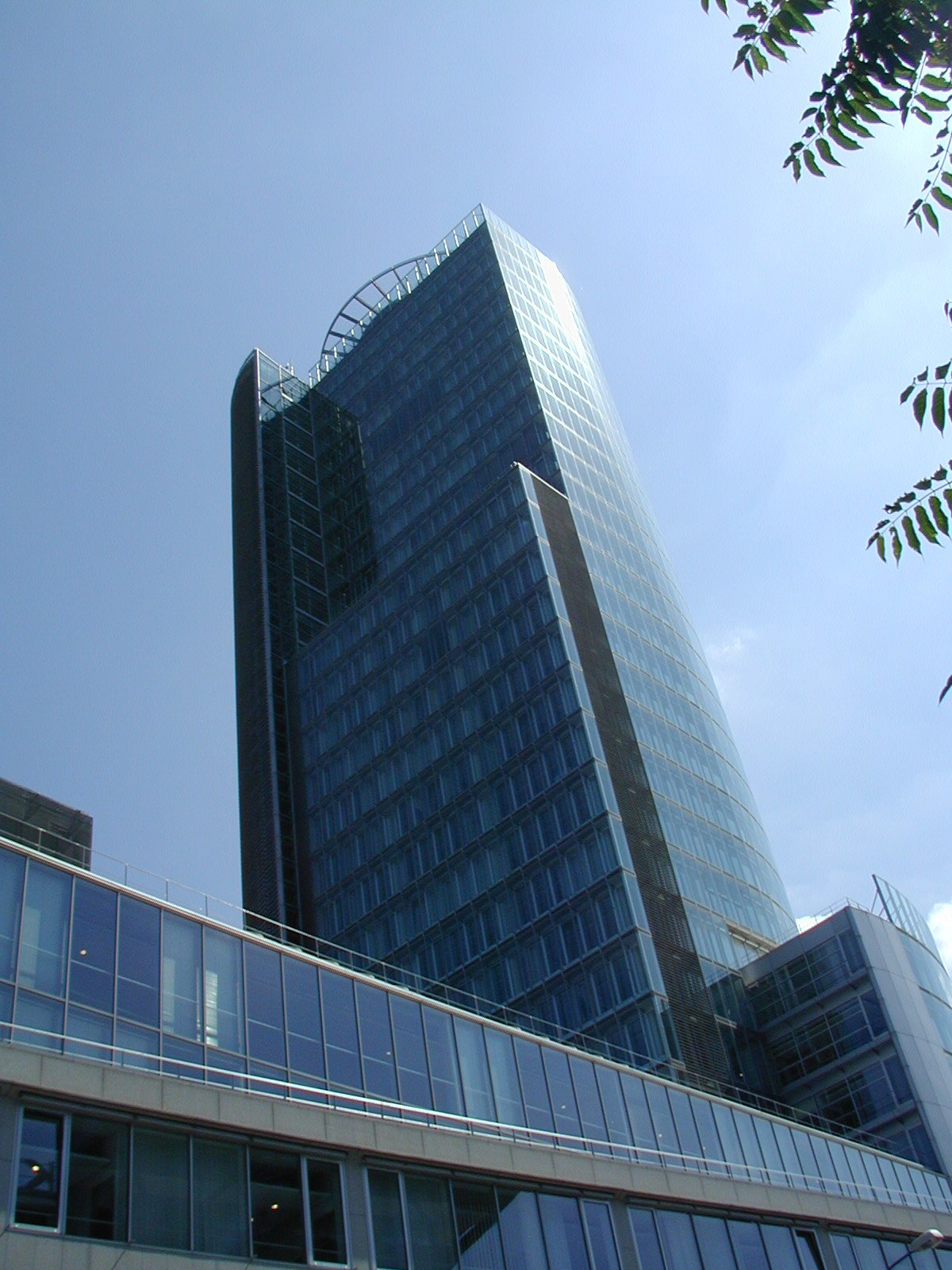
Gebäude der Nationalbank der Slowakei, 112 m hoch

In dieser unvollständigen Liste der höchsten Bauwerke in Bratislava werden Türme, Sendemasten, Büro- und Wohnhäuser, die mindestens 80 Meter  überschreiten, gelistet.
Bei Hochhäusern bezieht sich die Höhenangabe auf die Dachebene.

## Bestehende Bauwerke
| Rang | Bauwerk                   | Stadtteil   | Höhe  | Eröffnungsjahr |
| ---- | ------------------------- | ----------- | ----- | -------------- |
| 1.   | Fernsehturm Bratislava    | Nové Mesto  | 200 m | 1974           |
| 2.   | Eurovea Tower             | Staré Mesto | 168 m | 2023           |
| 3.   | Nivy Tower                | Staré Mesto | 125 m | 2020           |
| 4.   | Nationalbank der Slowakei | Staré Mesto | 112 m | 2002           |
| 5.   | Slovenská televízia       | Karlova Ves | 108 m | 1975           |
| 6.   | Panorama Tower 1          | Staré Mesto | 108 m | 2014           |
| 6.   | Panorama Tower 2          | Staré Mesto | 108 m | 2014           |
| 7.   | City Business Center I    | Ružinov     | 107 m | 2006           |
| 8.   | Tower 115                 | Staré Mesto | 104 m | 1984           |
| 8.   | Sky Park                  | Staré Mesto | 104 m | 2020           |
| 8.   | Sky Park                  | Staré Mesto | 104 m | 2020           |
| 8.   | Sky Park                  | Staré Mesto | 104 m | 2020           |
| 12.  | Glória                    | Ružinov     | 100 m | 2005           |
| 13.  | Aupark Tower              | Petržalka   | 96 m  | 2007           |
| 14.  | Turmrestaurant UFO        | Petržalka   | 95 m  | 1974           |
| 15.  | Technopol I               | Petržalka   | 90 m  | 1984           |
| 15.  | Technopol II              | Petržalka   | 90 m  | 1984           |
| 16.  | City Park Ružinov B       | Ružinov     | 88 m  | 2017           |
| 16.  | VÚB centrála              | Ružinov     | 88 m  | 1997           |
| 18.  | Manhattan                 | Nové Mesto  | 86 m  | 2009           |
| 18.  | Incheba                   | Petržalka   | 86 m  | 1985           |
| 20.  | Lakeside Park             | Nové Mesto  | 85 m  | 2008           |
| 20.  | Martinsdom (Turm)         | Staré Mesto | 85 m  | 1847           |
| 20.  | Millennium Tower II       | Nové Mesto  | 85 m  | 2003           |
| 23.  | Centrál                   | Nové Mesto  | 84 m  | 2012           |
| 24.  | Hviezda                   | Nové Mesto  | 82 m  | 1974           |
| 24.  | Rozadol                   | Ružinov     | 82 m  | 2006           |
| 26.  | Retro                     | Ružinov     | 80 m  | 2011           |
| 26.  | Dominant                  | Petržalka   | 80 m  | 2008           |
| 26.  | Millennium Tower I        | Nové Mesto  | 80 m  | 2001           |
| 26.  | Slovenský rozhlas         | Staré Mesto | 80 m  | 1985           |